# Satellite Award de la meilleure chanson originale
 (novembre 2023).
La mise en forme du texte ne suit pas les recommandations de Wikipédia : il faut le « wikifier ».
Les points d'amélioration suivants sont les cas les plus fréquents. Le détail des points à revoir est peut-être précisé sur la page de discussion.
- Les titres sont pré-formatés par le logiciel. Ils ne sont ni en capitales, ni en gras.
- Le texte ne doit pas être écrit en capitales (les noms de famille non plus), ni en gras, ni en italique, ni en « petit »…
- Le gras n'est utilisé que pour surligner le titre de l'article dans l'introduction, une seule fois.
- L'italique est rarement utilisé : mots en langue étrangère, titres d'œuvres, noms de bateaux, etc.
- Les citations ne sont pas en italique mais en corps de texte normal. Elles sont entourées par des guillemets français : « et ».
- Les listes à puces sont à éviter, des paragraphes rédigés étant largement préférés. Les tableaux sont à réserver à la présentation de données structurées (résultats, etc.).
- Les appels de note de bas de page (petits chiffres en exposant, introduits par l'outil «  Source ») sont à placer entre la fin de phrase et le point final[comme ça].
- Les liens internes (vers d'autres articles de Wikipédia) sont à choisir avec parcimonie. Créez des liens vers des articles approfondissant le sujet. Les termes génériques sans rapport avec le sujet sont à éviter, ainsi que les répétitions de liens vers un même terme.
- Les liens externes sont à placer uniquement dans une section « Liens externes », à la fin de l'article. Ces liens sont à choisir avec parcimonie suivant les règles définies. Si un lien sert de source à l'article, son insertion dans le texte est à faire par les notes de bas de page.
- La présentation des références doit suivre les conventions bibliographiques. Il est recommandé d'utiliser les modèles {{Ouvrage}}, {{Chapitre}}, {{Article}}, {{Lien web}} et/ou {{Bibliographie}}. Le mode d'édition visuel peut mettre en forme automatiquement les références.
- Insérer une infobox (cadre d'informations à droite) n'est pas obligatoire pour parachever la mise en page.

Pour une aide détaillée, merci de consulter Aide:Wikification.
Si vous pensez que ces points ont été résolus, vous pouvez retirer ce bandeau et améliorer la mise en forme d'un autre article.
Le Satellite Award de la meilleure chanson originale (Satellite Award for Best Original Song) est une distinction cinématographique américaine décernée depuis 1997 par The International Press Academy.

## Palmarès
Note : les gagnants sont indiqués en gras.

### Années 1990
- 1997 : "You Must Love Me" interprétée par Madonna – Evita
  - "God Give Me Strength" – Grace of My Heart
  - "Kissing You" – Roméo + Juliette (William Shakespeare's Romeo + Juliet)
  - "That Thing You Do" – That Thing You Do!
  - "Walls" – Petits mensonges entre frères (She's the One)
- 1998 : "My Heart Will Go On" interprétée par Céline Dion – Titanic
  - "Journey to the Past" – Anastasia
  - "Once Upon a December" – Anastasia
  - "A Song for Mama" – Soul Food
  - "Tomorrow Never Dies" – Demain ne meurt jamais (Tomorrow Never Dies)
- 1999 : "I Don't Want to Miss a Thing" interprétée par Aerosmith – Armageddon
  - "Anyone at All" – Vous avez un message (You've Got Mail)
  - "The Flame Still Burns" – Still Crazy : De retour pour mettre le feu (Still Crazy)
  - "That'll Do" – Babe 2, le cochon dans la ville (Babe 2: Pig in the City)
  - "When You Believe" – Le Prince d'Égypte (The Prince of Egypt)

### Années 2000
- 2000 : "When She Loved Me" interprétée par Sarah McLachlan – Toy Story 2
  - "Get Lost" – Une vie à deux (The Story of Us)
  - "Mountain Town" – South Park, le film (South Park: Bigger Longer and Uncut)
  - "Save Me" – Magnolia
  - "Still" – Dogma
  - "The World Is Not Enough" – Le monde ne suffit pas (The World Is Not Enough)
- 2001 : "I've Seen It All" interprétée par Björk – Dancer in the Dark
  - "A Fool In Love" – Mon beau-père et moi (Meet the Parents)
  - "My Funny Friend and Me" – Kuzco, l'empereur mégalo (The Emperor's New Groove)
  - "Things Have Changed" – Wonder Boys
  - "Yours Forever" – En pleine tempête (The Perfect Storm)
- 2002 : "All Love Can Be" interprétée par Charlotte Church – Un homme d'exception (A Beautiful Mind)
  - "Come What May" – Moulin Rouge (Moulin Rouge!)
  - "There You'll Be" – Pearl Harbor
  - "Vanilla Sky" – Vanilla Sky
  - "I Fall Apart" – Vanilla Sky
- 2003 : "Something to Talk About" interprétée par Bonnie Raitt – Pour un garçon (About a Boy)
  - "8 Mile" – 8 Mile
  - "Die Another Day" – Meurs un autre jour (Die Another Day)
  - "Girl On the Roof" – American Party (National Lampoon's Van Wilder)
  - "Love Is a Crime" – Chicago
  - "Work It Out" – Austin Powers dans Goldmember (Austin Powers in Goldmember)
- 2004 : "Siente mi amor" interprétée par Salma Hayek – Il était une fois au Mexique... Desperado 2 (Once Upon a Time in Mexico)
  - "Cross the Green Mountain" – Gods and Generals
  - "Great Spirits" – Frère des ours (Brother Bear)
  - "The Heart of Every Girl" – Le Sourire de Mona Lisa (Mona Lisa Smile)
  - "How Shall I See You Through My Tears" – Camp
  - "A Kiss at the End of the Rainbow" – A Mighty Wind
- 2005 (janvier) : "Million Voices" interprétée par Wyclef Jean – Hôtel Rwanda
  - "Believe" – Le Pôle express (The Polar Express)
  - "Blind Leading the Blind" – Irrésistible Alfie (Alfie)
  - "The Book of Love" – Shall We Dance?
  - "Learn to Be Lonely" – Le Fantôme de l'Opéra (The Phantom of the Opera)
  - "Shine Your Light" – Piège de feu (Ladder 49)
- 2005 (décembre) : "A Love That Will Never Grow Old" interprétée par Emmylou Harris – Le Secret de Brokeback Mountain (Brokeback Mountain)
  - "In the Deep" – Collision (Crash)
  - "Hustler's Ambition" – Réussir ou Mourir (Get Rich or Die Tryin)
  - "Magic Works" – Harry Potter et la Coupe de feu (Harry Potter and the Goblet of Fire)
  - "Broken" – Kiss Kiss Bang Bang
- 2006 : "You Know My Name" interprétée par Chris Cornell – Casino Royale
  - "Upside Down" – Georges le petit curieux (Curious George)
  - "Listen" – Dreamgirls
  - "Love You I Do" – Dreamgirls
  - "Never Let Go" – Coast Guards (The Guardian)
  - "Till the End of Time" – Little Miss Sunshine
- 2007 : "Grace is Gone" interprétée par Carole Bayer Sager – Grace Is Gone
  - "Do You Feel Me" – American Gangster
  - "Lyra" – À la croisée des mondes : La Boussole d'or (His Dark Materials: The Golden Compass)
  - "Come So Far" – Hairspray
  - "Rise" – Into the Wild
  - "If You Want Me" – Once
- 2008 : "Another Way to Die" interprétée par Alicia Keys et Jack White – Quantum of Solace
  - "By the Boab Tree" – Australia
  - "If the World" – Mensonges d'État (Body of Lies)
  - "Jai Ho" – Slumdog Millionaire
  - "Down to Earth (en)" – WALL-E
  - "The Wrestler" – The Wrestler
- 2009 : "The Weary Kind" écrite par Ryan Bingham et T Bone Burnett – Crazy Heart
  - "We Are the Children of the World" – L'Imaginarium du docteur Parnassus (The Imaginarium of Doctor Parnassus)
  - "Cinema Italiano" – Nine
  - "I Can See in Color" – Precious (Precious: Based on the Novel "Push" by Sapphire)
  - "Almost There" – La Princesse et la Grenouille (The Princess and the Frog)
  - "Down in New Orleans" – La Princesse et la Grenouille (The Princess and the Frog)

### Années 2010
- 2010 : "You Haven't Seen the Last of Me" écrite et interprétée par Cher et Diane Warren – Burlesque
  - "If I Rise" – 127 heures (127 Hours)
  - "Alice" – Alice au pays des merveilles (Alice in Wonderland)
  - "Country Strong" – Country Strong
  - "What Part of Forever" – Twilight, chapitre III : Hésitation (The Twilight Saga: Eclipse)
  - "Eclipse (All Yours)" – Twilight, chapitre III : Hésitation (The Twilight Saga: Eclipse)
- 2011[1] : "Lay Your Head Down" interprétée par Sinéad O'Connor – Albert Nobbs
  - "Bridge of Light" – Happy Feet 2 (Happy Feet Two)
  - "Gathering Stories" – We Bought a Zoo
  - "Hello Hello" – Gnoméo et Juliette (Gnomeo & Juliet)
  - "Life's a Happy Song" – Les Muppets, le retour (The Muppets)
  - "Man or Muppet" – Les Muppets, le retour (The Muppets)

- 2012[2] : "Suddenly" interprétée par Hugh Jackman – Les Misérables
  - "Fire In The Blood/Snake Song" interprétée par Emmylou Harris – Des hommes sans loi (Lawless)
  - "Learn Me Right" interprétée par Birdy – Rebelle (Brave)
  - "Love Always Comes As A Surprise" interprétée par Peter Asher – Madagascar 3 (Madagascar 3: Europe’s Most Wanted)
  - "Skyfall" interprétée par Adele – Skyfall
  - "Still Alive" interprétée par Paul Williams – Paul Williams: Still Alive

- 2014 : Young and Beautiful – Gatsby le Magnifique (The Great Gatsby)
  - Happy – Moi, moche et méchant 2 (Despicable Me 2)
  - I See Fire – Le Hobbit : La Désolation de Smaug (The Hobbit: The Desolation of Smaug)
  - Let It Go – La Reine des neiges (Frozen)
  - Please Mr. Kennedy – Inside Llewyn Davis
  - So You Know What It's Like – States of Grace (Short Term 12)

- 2015 : We Will Not Go – Virunga
  - Everything is Awesome – La Grande Aventure Lego (The Lego Movie)
  - I'll Get You What You Want (Cockatoo in Malibu) – Muppets Most Wanted
  - I’m Not Gonna Miss You – Glen Campbell: I'll Be Me
  - Split the Difference – Boyhood
  - What Is Love – Rio 2

- 2016 : Til It Happens To You – The Hunting Ground
  - Cold One – Ricki and the Flash
  - Love Me like You Do – Cinquante nuances de Grey (Fifty Shades of Grey)
  - One Kind of Love – Love and Mercy
  - See You Again – Fast and Furious 7 (Furious 7)
  - Writing's on the Wall – Spectre

- 2017 : City of Stars dans La La Land
  - Audition (The Fools Who Dream) dans La La Land
  - Can't Stop the Feeling! dans Les Trolls (Trolls)
  - Dancing With Your Shadow dans Po
  - I'm Still Here dans Miss Sharon Jones! (en)
  - Running dans Les figures de l'ombre

- 2018 : Stand Up for Something – Marshall
  - I Don't Wanna Live Forever – Cinquante nuances plus claires (Fifty Shades Darker)
  - It Ain't Fair – Detroit
  - Prayers for This World – Cries from Syria
  - The Promise – La Promesse (The Promise)
  - Truth to Power – Une suite qui dérange (An Inconvenient Sequel: Truth to Power)

- 2019 : Shallow – A Star Is Born
  - All the Stars – Black Panther
  - Can You Imagine That ? – Le Retour de Mary Poppins (Mary Poppins Returns)
  - Requiem for a Private War – A Private War
  - Revelation – Boy Erased
  - Strawberries & Cigarettes – Love, Simon

### Années 2020
- 2020 : (I'm Gonna) Love Me Again – Rocketman
  - Don't Call Me Angel – Charlie's Angels
  - Into the Unknown – La Reine des neiges 2 (Frozen 2)
  - Spirit – Le Roi lion (The Lion King)
  - Swan Song – Alita: Battle Angel
  - The Ballad of the Lonesome Cowboy – Toy Story 4

- 2021 : Io sì (Seen) de La Vie devant soi (La vita davanti a sé) – Niccolò Agliardi, Laura Pausini et Diane Warren
  - Everybody Cries de Assiégés (film, 2020) (The Outpost) – Larry Groupé, Rod Lurie, et Rita Wilson
  - Hear My Voice de Les Sept de Chicago (The Trial of the Chicago 7) – Daniel Pemberton et Celeste
  - The Other Side de Les Trolls 2 : Tournée mondiale (Trolls World Tour) – Justin Timberlake
  - Rocket to the Moon de Voyage vers la Lune (Over the Moon) – Christopher Curtis, Marjorie Duffield et Helen Park
  - Speak Now de One Night in Miami – Sam Ashworth et Leslie Odom Jr.

- 2022 : Colombia, Mi Encanto de Encanto – Lin-Manuel Miranda
  - Be Alive de La Méthode Williams (King Richard) – Beyoncé Knowles-Carter et Dixson
  - Beyond the Shore de Coda – Nicholai Baxter, Matt Dahan, Marius de Vries et Sian Heder
  - Down to Joy de Belfast – Van Morrison
  - Here I Am (Singing My Way Home) de Respect – Jamie Hartman, Jennifer Hudson et Carole King
  - No Time to Die de No Time to Die – Billie Eilish et Finneas O'Connell

- 2023 : Hold My Hand de Top Gun: Maverick - Lady Gaga, BloodPop et Benjamin Rice
  - Applause de Tell It Like a Woman – Diane Warren
  - Carolina de Là où chantent les écrevisses (Where the Crawdads Sing) - Taylor Swift
  - Lift Me Up de Black Panther: Wakanda Forever - Tems, Rihanna, Ryan Coogler et Ludwig Göransson
  - Naatu Naatu de RRR - M. M. Keeravani, Kaala Bhairava et Rahul Sipligunj
  - Vegas de Elvis – Doja Cat

- 2024 : '"What Was I Made For?" de Barbie – Billie Eilish et Finneas
  - "The Fire Inside" de Flamin' Hot – Diane Warren
  - "I'm Just Ken" de Barbie – Mark Ronson et Andrew Wyatt
  - "It Never Went Away" de American Symphony – Jon Batiste et Dan Wilson
  - "Peaches" de Super Mario Bros., le film – Jack Black, Aaron Horvath, Michael Jelenic, Eric Osmond, et John Spiker
  - "Road to Freedom" de Bayard Rustin (Rustin) – Lenny Kravitz

- 2025 : Mi Camino - (Camille et Clément Ducol) - Emilia Pérez
  - El mal - (Camille et Clément Ducol) - Emilia Pérez
  - "The Journey" - Messagères de guerre (The Six Triple Eight) – Diane Warren
  - "Kiss the Sky" - Le Robot sauvage (The Wild Robot) – Delacey, Jordan Johnson, Stefan Johnson, Maren Morris, Michael Pollack et Ali Tamposi
  - "Never Too Late" - Elton John: Never Too Late – Elton John et Brandi Carlile
  - "Winter Coat" - Blitz – Nicholas Britell, Steve McQueen et Taura Stinson